# Spiralix collieri
Spiralix collieri is een slakkensoort uit de familie van de Moitessieriidae. De wetenschappelijke naam van de soort is voor het eerst geldig gepubliceerd in 1891 door Nicolas.